# Reds
Reds è un film del 1981, co-scritto, prodotto, diretto e interpretato da Warren Beatty.
Il film è basato sulla vita di John Reed, giornalista comunista statunitense che descrisse la Rivoluzione d'ottobre russa nel suo libro I dieci giorni che sconvolsero il mondo.

## Trama
Tornato dal Messico, dove aveva seguito, con i suoi brillanti reportage, la Rivoluzione di Pancho Villa, John Reed si innamora di Louise Bryant e fugge con lei a New York. Con l'ingresso nel 1917 degli Stati Uniti d'America nella prima guerra mondiale, i due si ritrovano a San Pietroburgo, dove diventano testimoni della Rivoluzione d'ottobre. Tornati negli Stati Uniti d'America, Louise si sente trascurata dall'impegno politico nel Partito Comunista degli Stati Uniti d'America di John che, ritornato in Russia, vi morirà di tifo, non prima di essere riuscito a riabbracciare Louise che là lo ha raggiunto.

## Produzione e cast
Le riprese sono durate ben 14 mesi, tra l'agosto 1979 e l'ottobre 1980, e si sono svolte a Helsinki in Finlandia, Gran Bretagna, New York ed in Spagna a Madrid, Siviglia e Granada. Nella pellicola sono inserite, intervallate alla trama principale, le testimonianze di alcuni personaggi (scrittori, giornalisti, attivisti politici) che da giovani conobbero Reed e la Bryant, come Henry Miller, Scott Nearing, Dorothy Frooks, George Seldes e Roger Baldwin.
Diane Keaton era legata sentimentalmente a Warren Beatty, ma la loro storia finì al termine delle riprese. Warren Beatty e Jack Nicholson al tempo delle riprese avevano entrambi 43 anni, molti di più dei rispettivi personaggi che interpretano: John Reed all'inizio della vicenda aveva 28 anni, il drammaturgo Eugene O'Neill 27.

## Distribuzione
Il film è uscito negli USA il 3 dicembre 1981, in Italia il 16 aprile 1982. Il budget del film è stato di 35 milioni di dollari e l'incasso negli USA ha superato i 40 milioni.

## Riconoscimenti
- 1982 - Premio Oscar
  - Migliore regia a Warren Beatty
  - Miglior attrice non protagonista a Maureen Stapleton
  - Migliore fotografia a Vittorio Storaro
  - Candidatura Miglior film a Warren Beatty
  - Candidatura Miglior attore protagonista a Warren Beatty
  - Candidatura Miglior attrice protagonista a Diane Keaton
  - Candidatura Miglior attore non protagonista a Jack Nicholson
  - Candidatura Migliore sceneggiatura originale a Warren Beatty e Trevor Griffiths
  - Candidatura Migliore scenografia a Richard Sylbert e Michael Seirton
  - Candidatura Migliori costumi a Shirley Russell
  - Candidatura Miglior montaggio a Dede Allen e Craig McKay
  - Candidatura Miglior sonoro a Richard Cirincione, Dick Vorisek, Tom Fleischman e Simon Kaye
- 1982 - Golden Globe
  - Migliore regia a Warren Beatty
  - Candidatura Miglior film drammatico a Warren Beatty
  - Candidatura Miglior attore in un film drammatico a Warren Beatty
  - Candidatura Miglior attrice in un film drammatico a Diane Keaton
  - Candidatura Miglior attore non protagonista a Jack Nicholson
  - Candidatura Miglior attrice non protagonista a Maureen Stapleton
  - Candidatura Migliore sceneggiatura a Warren Beatty e Trevor Griffiths
- 1983 - Premio BAFTA
  - Miglior attore non protagonista a Jack Nicholson
  - Miglior attrice non protagonista a Maureen Stapleton
  - Candidatura Miglior attore protagonista a Warren Beatty
  - Candidatura Miglior attrice protagonista a Diane Keaton
  - Candidatura Migliore fotografia a Vittorio Storaro
  - Candidatura Migliori costumi a Shirley Russell
- 1981 - National Board of Review Award
  - Miglior film
  - Migliore regia a Warren Beatty
  - Migliori dieci film
  - Miglior attore non protagonista a Jack Nicholson
- 1982 - Kansas City Film Critics Circle Award
  - Miglior attore non protagonista a Jack Nicholson
- 1982 - David di Donatello
  - Miglior produttore straniero
  - Miglior attrice straniera a Diane Keaton
- 1981 - Los Angeles Film Critics Association Award
  - Migliore regista a Warren Beatty
  - Migliore fotografia a Vittorio Storaro
  - Miglior attrice non protagonista a Maureen Stapleton
  - Candidatura Miglior film
  - Candidatura Miglior attrice protagonista a Diane Keaton
  - Candidatura Miglior attore non protagonista a Jack Nicholson
  - Candidatura Migliore sceneggiatura a Warren Beatty e Trevor Griffiths DIO
- 1981 - New York Film Critics Circle Award
  - Miglior film
  - Candidatura Migliore regia a Warren Beatty
  - Candidatura Miglior attrice protagonista a Diane Keaton
  - Candidatura Miglior attore non protagonista a Jack Nicholson
- 1982 - American Cinema Editors
  - Candidatura Miglior montaggio a Dede Allen e Craig McKay
- 1982 - American Movie Award
  - Premio Speciale a Warren Beatty
  - Candidatura Miglior film
- 1982 - Boston Society of Film Critics Award
  - Miglior attore non protagonista a Jack Nicholson
- 1982 - Directors Guild of America
  - DGA Award a Warren Beatty, Simon Relph e Michael Green (Assistenti Registi)
- 1982 - National Society of Film Critics Award
  - Miglior attrice non protagonista a Maureen Stapleton
  - Candidatura Migliore attrice protagonista a Diane Keaton
- 1982 - Writers Guild of America
  - WGA Award a Warren Beatty e Trevor Griffiths